# Serena Patu
Serena Patu (Bagno a Ripoli, 24 febbraio 1985) è una calciatrice italiana, di ruolo centrocampista.

## Palmarès

### Club
- Campionato italiano di Serie A2: 2

Firenze: 2005-2006, 2009-2010
Siena: 2011-2012
- Campionato italiano di Serie C regionale: 2

Siena: 2014-2015
Florentia: 2016-2017